# Manuel Valls
Manuel Carlos Valls i Galfetti (pron. francese: [manɥɛl kaʁlos vals ɡalfɛti], catalana: [mənuˈɛl ˈkaɾloz ˈbaʎz ɡalˈfeti]; Barcellona, 13 agosto 1962) è un politico francese e spagnolo, primo ministro della Francia dal 31 marzo 2014 al 6 dicembre 2016. In Spagna è stato consigliere comunale a Barcellona dal 2019 al 2021.

## Biografia
Figlio del pittore catalano Xavier Valls (1923-2006) e dell'insegnante ticinese Luisangela Galfetti (sorella dell'architetto Aurelio Galfetti), nacque alle otto di sera nella clinica « La Ferroviaria » in Carrer Campoamor nel quartiere di Horta a Barcellona, il 24 agosto è stato battezzato nella chiesa del quartiere e ha avuto come padrino lo scrittore italiano Carlo Coccioli (1920-2003). Residente in Francia da sempre, ha acquisito la cittadinanza solo nel 1982.
La famiglia Valls ha  origini marrane delle Baleari.

## Attività politica
Il suo primo incontro con la politica è stato nel 1980, all'età di 17 anni, quando aderì al Partito Socialista per appoggiare Michel Rocard. Ha effettuato il servizio militare nel 120º reggimento a Fontainebleau dell'Armée de terre. Membro del Partito Socialista francese, è stato sindaco di Évry dal 2001 al 2012, vicesindaco di Argenteuil dal 1989 al 1998 e deputato della prima circoscrizione dell'Essonne dal 2002.
Inoltre ha ricoperto la carica di consigliere regionale dell'Île-de-France dal 1986 al 2002. Consigliere speciale del candidato socialista François Hollande durante la campagna presidenziale del 2012, viene nominato il 16 maggio 2012 ministro dell'interno nel Governo presieduto da Jean-Marc Ayrault.

### Primo ministro francese

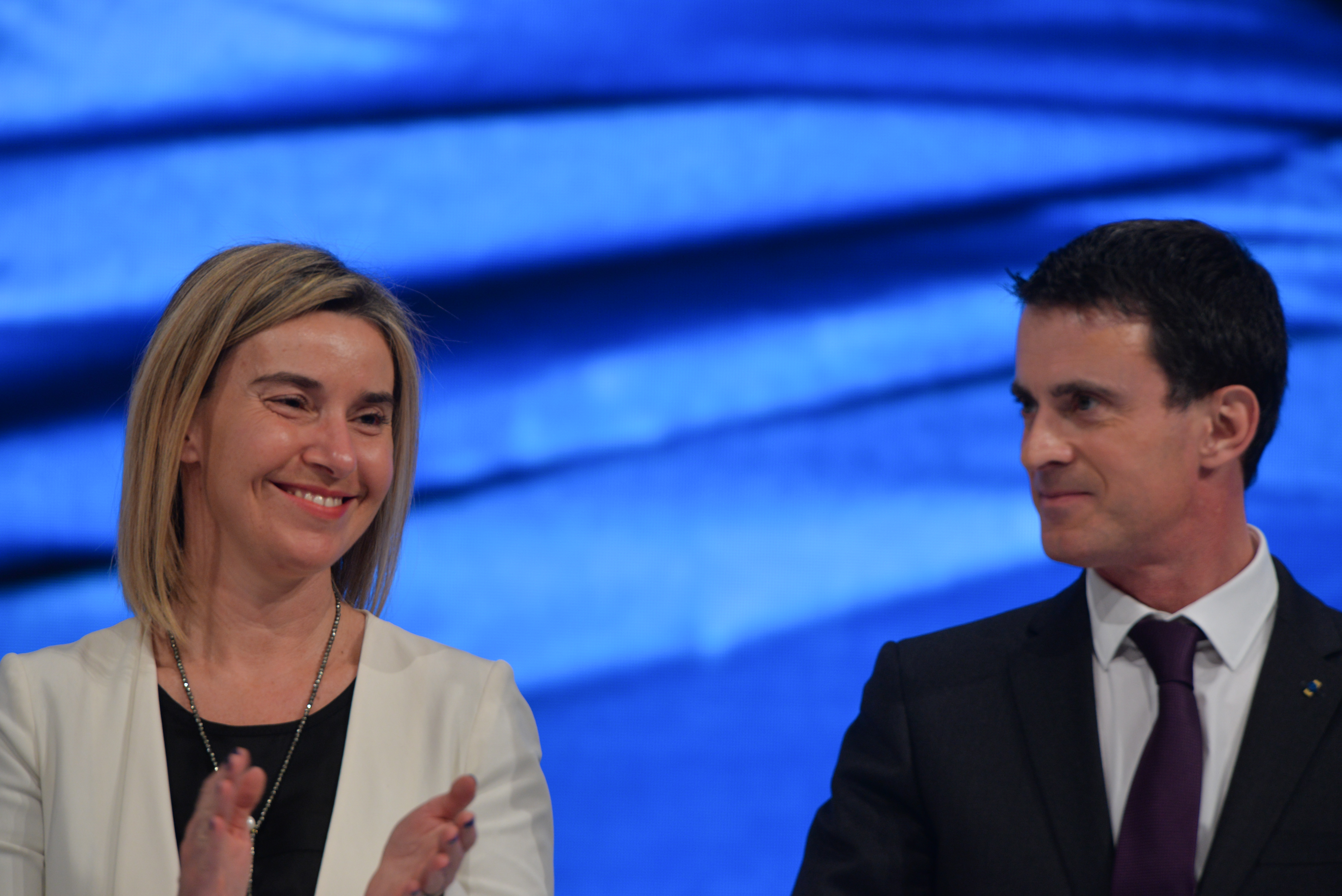
Manuel Valls con l'Alto rappresentante per la politica estera e di sicurezza comune Federica Mogherini nel 2015.

Il 31 marzo 2014, il Presidente della Repubblica, François Hollande, gli conferisce il mandato di Primo ministro della Francia dopo la sconfitta del PS alle elezioni amministrative quando, a parte la vittoria di Parigi, i candidati socialisti erano arrivati terzi dietro esponenti del centrodestra dell'UMP e del Fronte Nazionale.
Il 25 agosto dello stesso anno, annuncia le sue dimissioni da primo ministro. La decisione di Valls nasce da un durissimo scontro in seno al Governo che vede protagonista il ministro dell'economia Arnaud Montebourg che critica la linea del rigore e dell'austerity imposta in Europa dalla Germania su cui a suo parere l'esecutivo Valls è schiacciato. Alcune ore dopo Hollande lo incarica però di formare un nuovo governo.
Il 26 agosto viene presentato il Governo Valls II che apporta un forte cambiamento alla compagine governativa determinando l'esclusione dell'ala sinistra del PS in un Governo politicamente più spostato verso destra per intercettare il voto del centro moderato e liberale: fuori Montebourg che viene sostituto dall'ex banchiere e socialista liberale Emmanuel Macron all'Economia, Najat Vallaud-Belkacem, già Ministro per le Pari Opportunità nel Governo Valls I, diventa Ministro dell'Educazione e Istruzione (prima donna nella storia) al posto di Benoît Hamon e Fleur Pellerin, già Sottosegretaria al Commercio Estero nel Valls I, va al Ministero della Cultura al posto di Aurélie Filippetti. Confermati ai dicasteri chiave : Laurent Fabius agli Esteri, Bernard Cazeneuve all'Interno, Michel Sapin alle Finanze, Christiane Taubira alla Giustizia, Jean-Yves Le Drian alla Difesa, Francois Rebsamen al Lavoro, Ségolène Royal all'Ambiente e Stephane Le Foll all'Agricoltura e Portavoce del Governo.

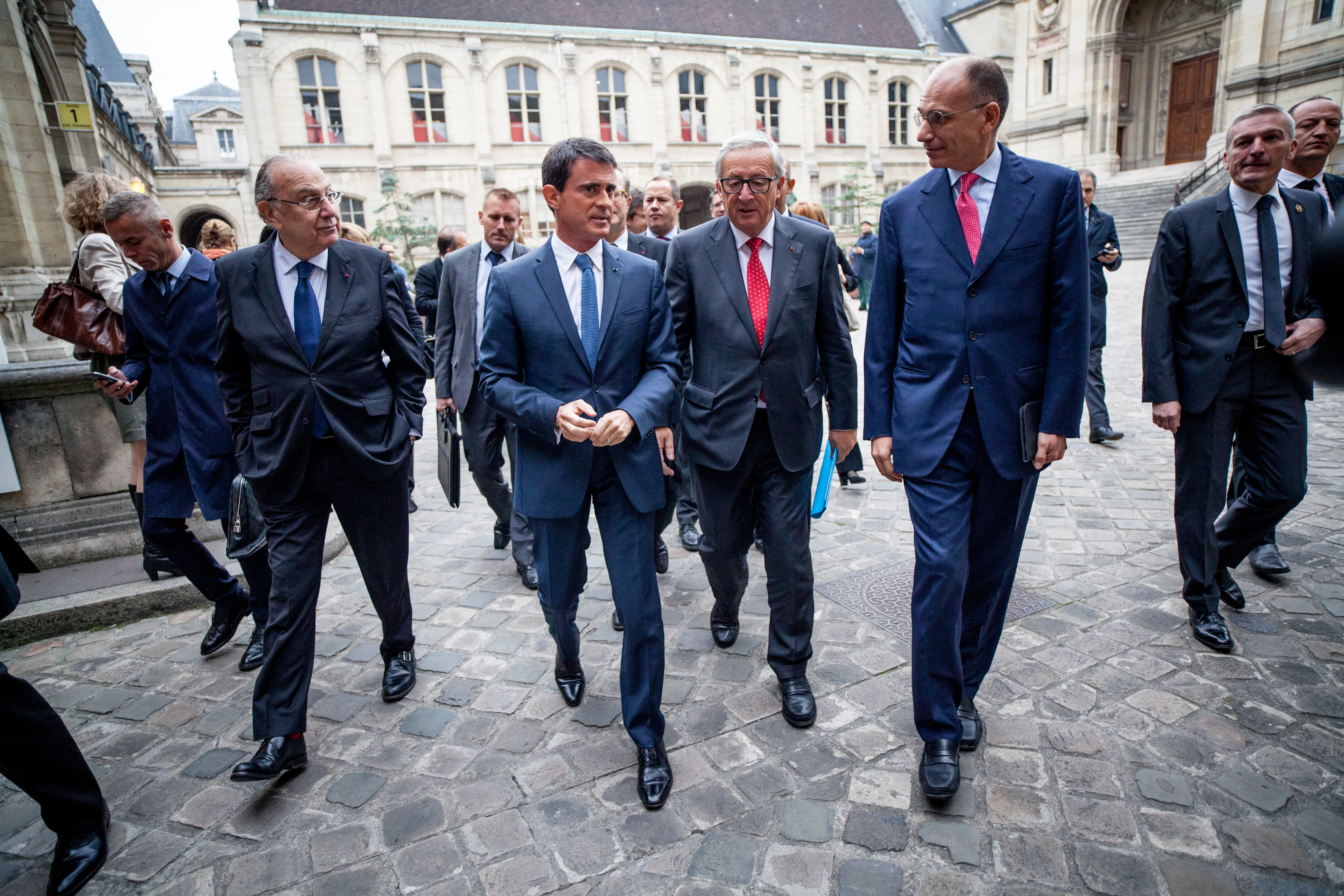
Manuel Valls, Jean-Claude Juncker e Enrico Letta in occasione dei 20 anni dell'Istituto Jacques Delors nel 2016.

Il suo governo ha dovuto far fronte a diverse emergenze interne derivanti dai numerosi attentati di matrice islamica avvenuti in Francia fra 2015 e 2016, tra i quali si ricordano:
- l'attentato alla sede del giornale satirico Charlie Hebdo avvenuto il 7 gennaio 2015
- l'attentato di Saint-Quentin-Fallavier del 26 giugno 2015
- l'attacco al treno Thalys del 21 agosto 2015
- gli attentati di Parigi avvenuti nella notte fra il 13 e il 14 novembre 2015
- l'attentato di Nizza avvenuto la sera del 14 luglio 2016.

Il 5 dicembre 2016 annuncia la propria decisione di presentarsi alle primarie del Partito Socialista in vista delle elezioni presidenziali previste per la primavera del 2017. Il giorno seguente presenta le dimissioni da primo ministro al presidente Hollande, il quale chiama a succedergli il ministro dell'Interno Bernard Cazeneuve.

### Dopo l'incarico governativo

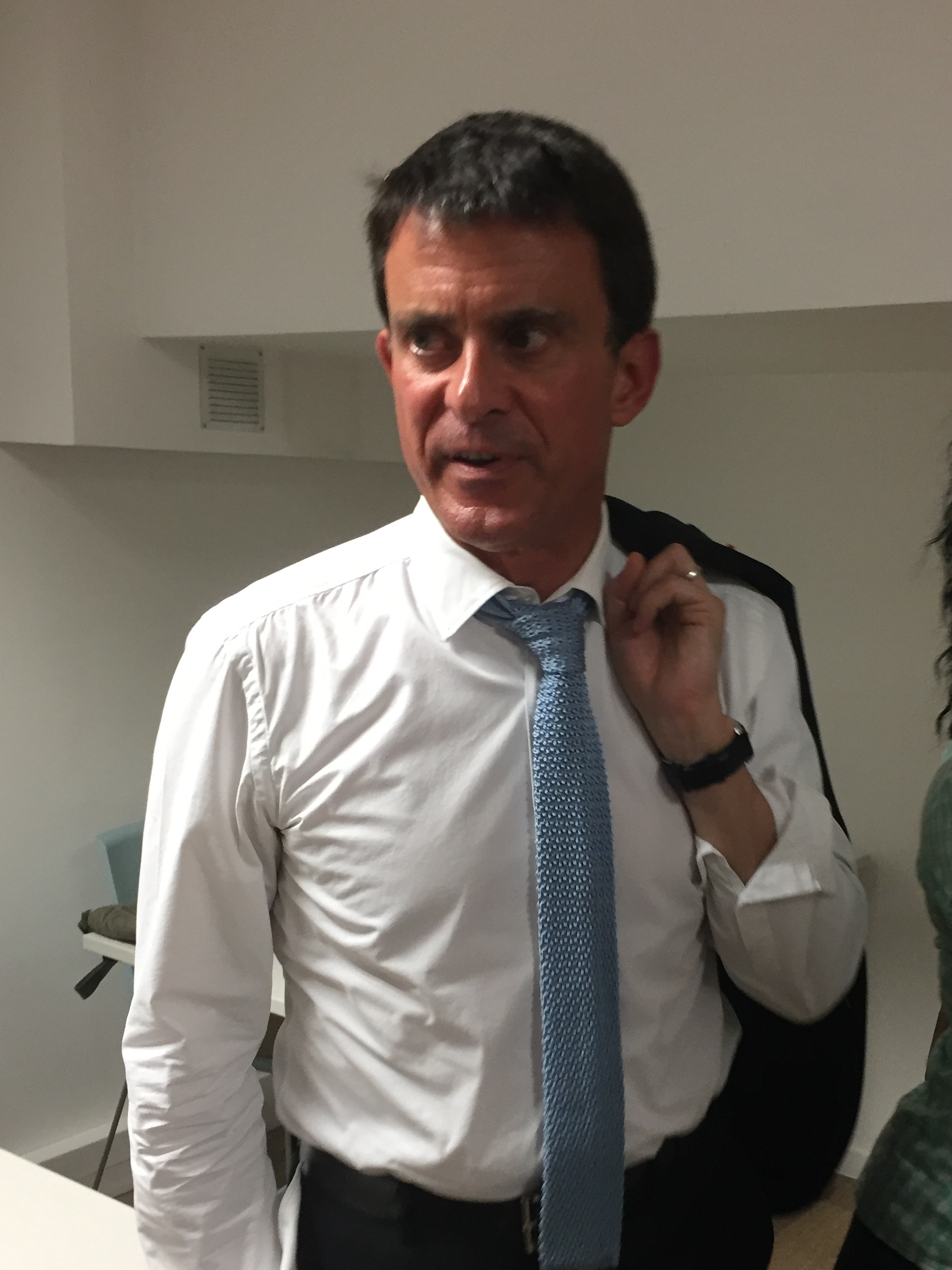
Manuel Valls nel 2017.

Dopo la sconfitta alle primarie del PS per mano di Benoît Hamon, dichiara di sostenere al primo turno delle presidenziali Emmanuel Macron. In seguito alla vittoria di quest'ultimo, il 9 maggio 2017 dichiara di volersi candidare alle legislative con il movimento liberista ed europeista La République En Marche in quanto ritiene conclusa l'esperienza politica del PS. Tuttavia il giorno successivo il movimento del neopresidente rifiuta la sua candidatura; Valls si candida così alle legislative come indipendente nella circoscrizione di Évry, con il partito del neopresidente che non gli oppone alcun candidato. Vince il collegio venendo così eletto in Parlamento e il 27 giugno, intervenendo all'interno di un programma radiofonico della rete Rtl, annuncia il proprio ingresso a pieno titolo all'interno della maggioranza di governo e la propria definitiva uscita dal PS.
Nell'aprile 2018, è stato riferito che Valls stava pensando di candidarsi come sindaco di Barcellona sotto la bandiera di Ciudadanos. Il 25 settembre 2018, Valls ha annunciato la sua candidatura per le elezioni del maggio 2019 e ha dichiarato di dimettersi da tutte le responsabilità politiche in Francia. Ha registrato il suo partito politico il 28 marzo 2019, Barcellona pel Canvi (BCN Canvi).
Poiché la sua candidatura era sostenuta da cittadini anti-separitisti e liberali, la lista elettorale per le elezioni municipali (denominata "Barcellona pel Canvi-Ciutadans") includeva associazioni di cittadini e ha ottenuto 6 seggi (su 41) alle urne.
Valls, insieme agli altri 2 consiglieri comunali eletti nella lista di Barcellona Pel Canvi–Ciutadans che non erano membri di Ciudadanos (Celestino Corbacho ed Eva Parera), hanno votato "incondizionatamente" Ada Colau nell'investitura di Sindaco di Barcellona, con l'unico scopo di impedire che il separatista Ernest Maragall diventasse Sindaco. Giorni dopo, Cs annunciò la rottura della loro alleanza con Valls e la loro volontà di formare il proprio gruppo municipale, a cui Corbacho si unì in seguito. Valls aveva criticato la strategia del leader del partito Albert Rivera, dopo l'avvicinamento di C's con l'estrema destra di Vox, e in seguito ha sottolineato che (facendo squadra) "con Vox finisci per sporcarti le mani e, in qualche modo, l'anima".

## Vita privata
Dalla relazione cominciata nel 1986 con Nathalie Soulié, conosciuta all'Università Paris 1 Panthéon-Sorbonne e sposata l'anno dopo, ha avuto quattro figli; nel 2010 ha divorziato e ha sposato la violinista Anne Gravoin, di origine ebraica rumena da parte di madre. Il 18 aprile 2018, Manuel Valls annuncia la loro separazione. Dal 2019 è sposato con Susana Gallardo.
Parla catalano, spagnolo, francese, italiano. Tifoso del Barcellona, è stato un massone, dal 1989 al 2005, iniziato nella loggia "Ni Maîtres ni Dieux" del Grande Oriente di Francia.

## Opere
- La Laïcité en face, con Virginie Malabard, éditions Desclée de Brouwer, 2005
- Les Habits neufs de la gauche, éditions Robert Laffont, 2006
- Pour en finir avec le vieux socialisme… et être enfin de gauche, discorso con Claude Askolovitch, Robert Laffont, 2008
- Pouvoir, éditions Stock, 2010
- Sécurité : la gauche peut tout changer, éditions du Moment, 2011
- L'énergie du changement - Abécédaire optimiste, éditions Eyrolles, 2011
- La laïcité en France, éditions Desclée De Brouwer, 2013